# Conquête musulmane de l'Égypte
Batailles
- Héliopolis
- Nikiou

Au début de la conquête musulmane de l'Égypte, celle-ci faisait partie de l'Empire romain d'Orient (également appelé l'Empire byzantin par les historiens). Cependant, elle avait été occupée à peine dix ans plus tôt par la Perse sassanide sous le règne du roi Khosro II (616 - 629), bien que l'empereur d'Orient Héraclius soit parvenu plus tard à libérer l'Égypte des envahisseurs perses.
L'Égypte chrétienne à l'époque était divisée religieusement. Alors que les Byzantins soutenaient le dogme chalcédonien, selon lequel Jésus avait deux natures, l'une divine et l'autre humaine, en Égypte le miaphysisme prévalait, il soutenait que Jésus n'avait qu'une seule nature : la partie divine et la partie humaine étaient inséparablement unies. Bien que le concile de Chalcédoine, tenu en 451, se soit prononcé en faveur du dyophysisme, l'Égypte était restée miaphysite. Par conséquent, lorsque Héraclius réussit à chasser les Perses d'Égypte en 629, il nomma Cyrus de Phase comme patriarche chalcédonien et préfet d’Égypte. Ce dernier persécuta les Coptes miaphysites dans le but d'unifier l'église en imposant le dogme chalcédonien, contraignant le patriarche miaphysite Benjamin Ier d'Alexandrie à s'enfuir.
Alors que les conflits religieux se poursuivaient en Égypte, une armée d'environ 4 000 Arabes, dirigée par Amr ibn al-As, fut envoyée par le calife Omar ibn al-Khattâb pour répandre l'Islam dans le pays des anciens pharaons. Les Arabes arrivèrent en Égypte depuis la Palestine en décembre 639 et avancèrent rapidement jusqu'à ce qu'ils atteignent le delta du Nil. Les garnisons impériales se retirèrent dans les villes fortifiées où elles résistèrent avec succès pendant un an ou plus ; mais les Arabes demandèrent des renforts et 5 000 soldats supplémentaires qui arrivèrent en Égypte en 640. Renforcés, ils vainquirent les Byzantins à la bataille d'Héliopolis. Amr se dirigea ensuite vers Alexandrie, qui se rend grâce à un accord signé le 8 novembre 641. Il semble que les Thébaïdes se soient rendus sans résistance en échange de nombreuses concessions de la part des musulmans.

L'ère des califes
Sous le prophète Mahomet, 622-632
Sous le califat des Rashidoune, 632-661
Sous le califat omeyyade, 661-750

La facilité avec laquelle l'Égypte fut conquise par les Arabes est souvent attribuée par les historiens à la trahison de Cyrus, l'arabe Muqawqis, qui était le patriarche melkite d'Alexandrie (c'est-à-dire chrétien chalcédonien, donc non copte), et à l'incompétence des généraux de l'armée byzantine. Cyrus avait persécuté les chrétiens coptes locaux. Il était l'un des architectes du monothélisme et certains ont supposé qu'il s'était secrètement converti à l'islam.
Une tentative de reconquête d'Alexandrie fut lancée par les Byzantins en 645 mais la ville fut reprise par Amr en 646. En 654, l'empereur Constant II envoya la flotte byzantine envahir l'Égypte mais cette attaque fut repoussée par les Arabes. Depuis lors, les Byzantins ne firent aucune autre tentative sérieuse pour reprendre l'Égypte jusqu'à l'époque des Croisades.
En échange d'un tribut en argent et en nourriture pour les troupes d'occupation, les habitants chrétiens d'Égypte ne furent pas forcés à se convertir à l'islam et dans cette région, ils n'étaient pas astreints au service militaire, autorisé uniquement aux musulmans. Les Arabes continuèrent à régner sur le pays jusqu'à la chute du califat fatimide au XIIe siècle, avant d'être remplacés par la dynastie kurde ayyoubide, puis par les Mamelouks turcs et circassiens et enfin par l'Empire ottoman à partir de 1517.

## Invasion de l'armée Rashidoune

### L'armée Rashidoune traverse la frontière égyptienne

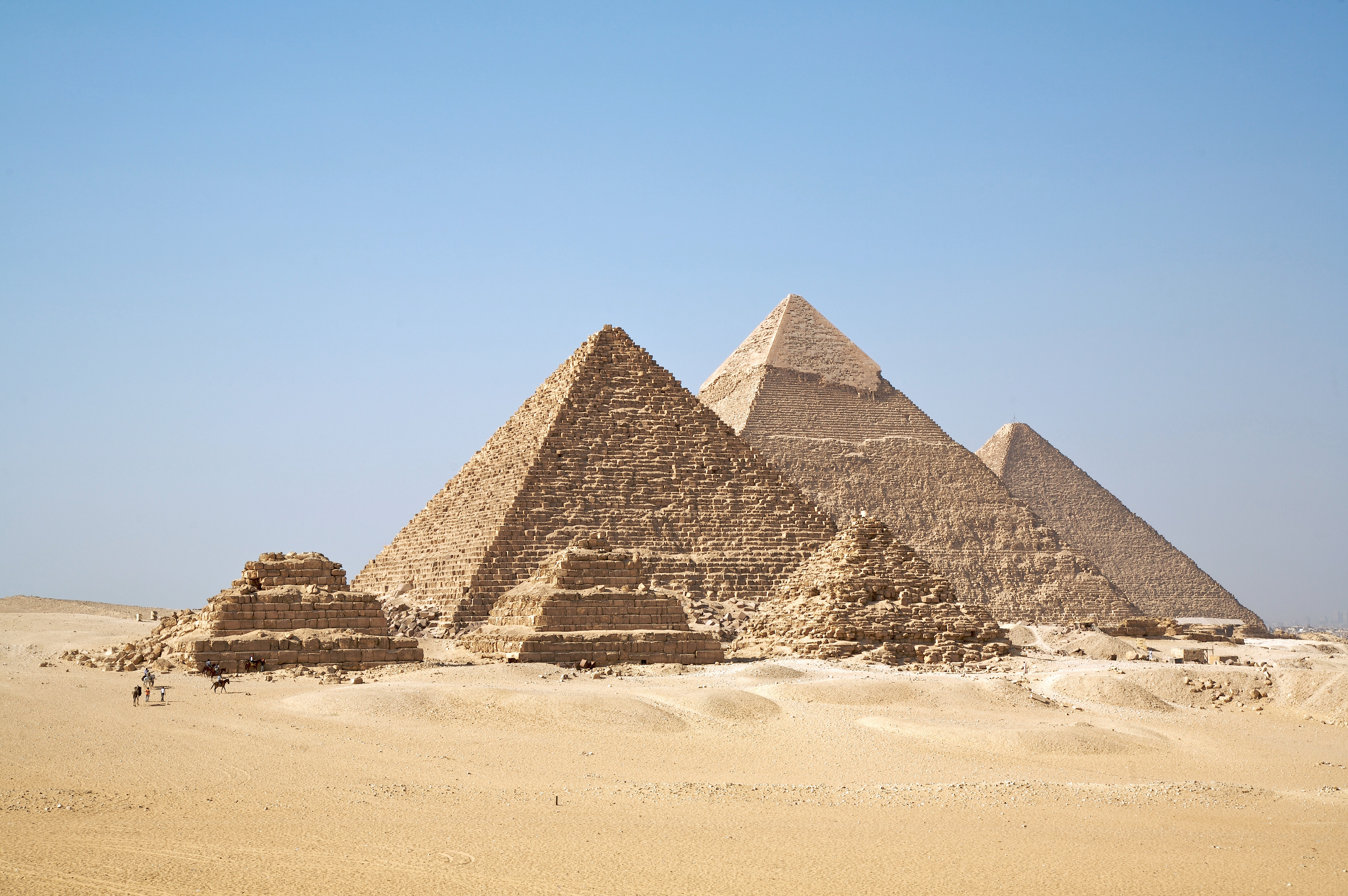
Les Pyramides de Gizeh dans leur état actuel.

En décembre 639 Amr ibn al-Aṣ quitta la Palestine, qu'il occupait, pour envahir l'Égypte, forte de 4 000 hommes. La plupart d'entre eux appartenaient à la tribu arabe de Akk, bien qu'al-Kindi mentionne qu'un tiers des soldats appartenaient à la tribu arabe de Ghāfiq. Les guerriers arabes ont également été renforcés par l'enrôlement de certains Byzantins et Perses qui s'étaient convertis à l'islam. Cependant, Umar b. al-Khaṭṭāb, le calife musulman, jugeant imprudent de s'attendre à pouvoir conquérir une région aussi vaste que l'Égypte avec seulement 4 000 soldats, écrivit une lettre à Amr, lui enjoignant de ne pas mettre la mer entre eux Il ajouta un post-scriptum, dans lequel il déclare :

« Si vous recevez cette lettre alors que vous êtes déjà arrivé en Egypte, alors vous pouvez continuer. Allah sera avec vous et je vous enverrai autant de renforts que vous en aurez besoin. »

Le messager, Uqba ibn Amr, a atteint Amr à Rafah, non loin de la frontière égyptienne. Assumant le contenu de la lettre, Amr ordonna à l'armée d'accélérer sa marche. S'adressant à ʿUqba, Amr a déclaré qu'il recevrait la lettre du calife à la fin de la journée de mars. ʿUqba, ne connaissant pas le contenu de la lettre, accepta et marcha avec l'armée. L'armée s'est arrêtée pour la nuit à Shajaratayn, une petite vallée près de la ville d' al-ʿArīsh, dont Amr savait qu'elle se trouvait au-delà de la frontière égyptienne. Amr, après avoir reçu et lu la lettre de Omar, a consulté ses compagnons sur les mesures à prendre. Ils décidèrent à l'unanimité que, puisqu'ils avaient reçu la lettre sur le territoire égyptien, ils étaient autorisés à continuer l'expédition. Au calife, Amr a écrit :

« Nous avons reçu votre lettre lorsque nous sommes arrivés en Egypte. Ainsi, dans l'accomplissement de notre destinée, nous procédons à la recherche de la bénédiction d'Allah. »

Lorsque Omar reçut la réponse, il décida d'attendre la suite des événements et entre-temps commença à concentrer de nouvelles troupes à Médine en vue d'être envoyées en Égypte en renfort. Le jour de Aïd al-Aḍḥa, l'armée musulmane marcha de Shajaratayn à al-ʿArīsh une ville sans garnison. La ville n'a opposé aucune résistance et les citoyens ont offert loyauté au calife dans les conditions habituelles. Les soldats musulmans ont célébré la fête de d al-Aḍḥā à cet endroit.

### Chute de Péluse et Bilbéis
Fin décembre 639 ou début janvier 640, l'armée musulmane atteint Péluse, une ville de garnison byzantine considérée comme la porte orientale de l'Égypte de l'époque. Après un siège de deux mois, en février 640, un assaut mené par le commandant Hudhayfa ibn Wala s'empara avec succès de la ville,,,,,. Armanousa, fille de Cyrus, qui résista fièrement aux musulmans de Péluse et tomba en otage entre leurs mains, fut envoyée vers son père qui se trouvait dans la forteresse de Babylone.
Les pertes subies par l'armée arabe furent compensées par l'agrégation à l'armée musulmane de plusieurs Bédouins du Sinaï, appartenant aux tribus Rashida et Lakhm, qui, prenant l'initiative, avaient rejoint les envahisseurs dans la conquête de l'Égypte. La facilité avec laquelle Péluse est tombée entre les mains des musulmans et le manque de renforts byzantins pour libérer la ville pendant le long siège sont souvent attribués à la trahison du patriarche-gouverneur égyptien, Cyrus d'Alexandrie, .
Après la chute de Péluse, les musulmans marchent en direction de Bilbéis, à 40 milles de Memphis, en suivant les routes du désert, et l'assiègent. Bilbéis a été la première forteresse égyptienne où les Byzantins ont opposé une certaine résistance aux envahisseurs arabes musulmans.
Deux moines chrétiens, accompagnés de Cyrus et du général byzantin Aretion, sortirent pour négocier avec 'Amr ibn al-'As. Aretion était auparavant gouverneur byzantin de Jérusalem et s'enfuit en Égypte lorsque la Ville sainte tomba aux mains des musulmans. Amr lui a donné trois alternatives : se convertir à l'islam, payer Jizya ou combattre les musulmans. On lui a donné trois jours pour réfléchir, mais il - comme le rappelle al-Ṭabarī - a demandé et obtenu deux jours de plus. Au bout de cinq jours, les deux moines et le général byzantin, désobéissant à Cyrus d'Alexandrie, qui préférait la reddition et le paiement de la Jizya, décidèrent de continuer à résister aux Arabes. En conséquence, Cyrus quitta la ville pour fuir à Babylone, une forteresse en Égypte, tandis que les deux moines et Arétion décidèrent de prendre le terrain contre les Arabes. La bataille qui s'ensuivit se termina par la victoire arabe et le meurtre d'Arétion. Amr ibn al-ʿĀṣ tenta alors de convaincre les habitants de la ville de se rendre, rappelant le lien entre Égyptiens et Arabes dû au personnage biblique Agar. Devant le refus des Égyptiens, le siège de Bilbéis se poursuivit pendant un mois jusqu'à la chute de la ville, survenue vers la fin du mois de mars 640. Avec la chute de Bilbéis, les Arabes n'étaient plus qu'à une journée de marche du Delta .

### Siège de Babylone
Amr croyait que la conquête de l'Égypte se produirait en peu de temps, mais il réalisa alors que ses prédictions étaient fausses. Même à Péluse et à Bilbéis, les musulmans avaient rencontré une certaine résistance : le siège de Péluse dura deux mois et celui de Bilbéis un mois. À Babylone, certainement plus grande et plus importante que les deux précédemment citées, il fallait s'attendre à une résistance à plus grande échelle. Après la chute de Bilbéis, les musulmans avancèrent jusqu'à Babylone, près du Caire actuel, qu'ils commencèrent à assiéger vers mai 640. Babylone était une ville fortifiée, dont les défenses avaient été renforcées par les Byzantins en prévision du siège. En dehors de la ville, un fossé avait été creusé, tandis qu'une grande force était placée dans la zone située entre le fossé et les murs de la ville. Le fort était une structure massive de 60 pieds de haut avec des murs de plus de 6 pieds d'épaisseur pieds et constellé de nombreuses tours et remparts . Les 4 000 soldats musulmans ont assailli la ville pendant deux mois, mais tous leurs assauts ont été repoussés, également en raison de la supériorité numérique byzantine (certaines sources islamiques rapportent que l'armée byzantine défendant Babylone était environ six fois plus nombreuse que l'armée musulmane. ).
Vers mai 640, Amr avait envoyé un détachement pour s'emparer de la ville du Fayoum. Les Byzantins avaient anticipé ce mouvement et avaient fortement garni les routes menant à la ville. Ils ont également fortifié leur garnison dans la ville voisine d' el-Lahun . Lorsque les musulmans ont réalisé que le Fayoum était trop bien défendu pour être facilement conquis, ils se sont dirigés vers le désert occidental où ils ont saisi tout le bétail et les animaux qu'ils pouvaient attraper. Ils se sont ensuite dirigés vers Oxyrhynque (Per-Medjed), qui a été battu. Les Arabes retournèrent alors en Basse-Égypte en suivant le cours du Nil.

#### Renforts de Médine
En juillet, Amr a écrit à Umar pour lui demander des renforts. Mais avant que la lettre ne lui parvienne, le calife avait déjà envoyé les premiers renforts de 4 000 soldats. Les renforts se composaient principalement d'anciens combattants qui avaient conquis la Syrie. Même avec ces renforts, Amr ne réussit pas. En août 640, les préparatifs de Omar pour envoyer la force d'élite de 4 000 soldats en Égypte étaient terminés. Il se composait de quatre colonnes, chacune de 1 000 soldats et sous un commandant spécifique, tandis que le commandement suprême de l'armée était confié à al-Zubayr b. al-Awamm, un guerrier et commandant renommé qui avait fait partie de la force d'élite de Khalid ibn al-Walid et avait combattu lors de la bataille de Yarmuk. Omar avait en effet offert à Zubayr le commandement suprême et le poste de gouverneur d'Égypte, mais Zubayr avait refusé l'offre. Les autres commandants étaient Miqdād b. Aswad al-Kindī, ʿUbāda b. al-Sāmit et Khārija b. Hudhayfa . Ces renforts arrivèrent à Babylone vers septembre 640, portant l'effectif des forces musulmanes à 12 000 soldats, assez de force pour reprendre l'offensive.

#### Bataille d'Héliopolis
À quinze kilomètres de Babylone se trouvait Héliopolis, la ville où se trouvait le Temple du Soleil des Pharaons, célèbre pour ses monuments grandioses et ses institutions culturelles. Il y avait un danger que les forces byzantines défendant Héliopolis puissent attaquer les musulmans par les flancs tout en affrontant l'armée byzantine mise en place pour défendre Babylone. Avec quelques détachements 'Amr et Zubair marchèrent sur Héliopolis, où se produisit un affrontement de cavalerie dans la zone du district cairota de 'Abbasiyya. Cependant, ce n'était pas non plus décisif mais le résultat fut en tout cas l'occupation arabe de la ville.
Les soldats byzantins vaincus se retirèrent soit vers la forteresse de Babylone, soit vers Nikiû. Dans un endroit incontrôlé dans les murs d'Héliopolis, Zubayr et certains des soldats choisis ont escaladé les murs de la ville ( comme ce que Khalid a fait pendant le siège de Damas ) et, après avoir maîtrisé les sentinelles, ont ouvert les portes d'Héliopolis à l'armée musulmane., lui permettant de conquérir la ville. Après la conquête, Amr et Zubayr retournèrent à Babylone.

#### Occupation du Fayoum et de Babylone
Lorsque la nouvelle de la victoire musulmane d' Héliopolis parvint au Fayoum, sa garnison byzantine sous le commandement de Domenzian évacua la ville pendant la nuit et s'enfuit à Abuit. D'Abuit, ils s'enfuirent le long du Nil jusqu'à Nikiu sans informer les habitants du Fayoum et d'Abuit qu'ils abandonnaient leurs villes à l'ennemi. Lorsque cette nouvelle parvint à Amr, il ordonna à une partie de ses troupes de traverser le Nil et de prendre Fayoum et Abuit. La conquête musulmane des deux villes et de toute la province du Fayoum s'est déroulée sans aucune résistance des Byzantins.
La garnison byzantine à Babylone, maintenant plus audacieuse que jamais, a commencé à faire des sorties à travers les douves, mais avec de maigres succès. L'impasse à Babylone a persisté jusqu'à ce que les commandants musulmans décident de mettre en œuvre une stratégie ingénieuse qui leur a permis d'infliger de lourdes pertes aux Byzantins en les encerclant de trois côtés lors d'une de leurs sorties. Les Byzantins ont pu se replier sur la forteresse mais étaient maintenant trop faibles pour entreprendre toute autre sortie offensive. Cela a forcé les Byzantins à entamer des négociations avec les musulmans. Le général byzantin Théodore déplaça son quartier général sur l'île de Roda, tandis que Cyrus d'Alexandrie, appelé « Muqawqis » par les Arabes, entra en négociations avec les musulmans, en vain. Après des négociations infructueuses, les musulmans sont passés à l'action le 20 décembre, lorsque, lors d'un assaut nocturne, un régiment dirigé par Zubayr a réussi à escalader les murs, à tuer les gardes et à ouvrir les portes de la ville à leur armée. La ville de Babylone tomba aux mains des musulmans le 21 décembre 640, employant une tactique similaire à celle employée par Khalid b. al-Walid à Damas. Cependant Théodore et son armée ont réussi à s'échapper vers l'île de Roda au cours de la nuit.

### Abandon de la Thébaïde (sud-est de l'Égypte)
Le 22 décembre, Cyrus d'Alexandrie signe un traité avec les musulmans. Le traité reconnaissait la souveraineté musulmane indirecte sur l'ensemble de l'Égypte, et directement sur la Thébaïde, et les Égyptiens acceptèrent de payer la Jizya au prix de 2 dinars pour chaque mâle adulte. Le traité, pour être valide, devait recevoir l'approbation de l'empereur Héraclius, mais Cyrus établit que, même si l'empereur répudiait le traité, lui et les Coptes, dont il était le principal prélat, continueraient à en respecter les conditions., reconnaissant la suprématie des Arabes et leur payant la Jizya. Cyrus a demandé à Héraclius d'approuver les conditions du traité, en fournissant également les raisons pour lesquelles, à son avis, il était commode de l'accepter. Pendant ce temps, Amr a également informé Omar du traité et a demandé des instructions supplémentaires. Lorsque Omar a reçu le rapport écrit de Amr, il lui a écrit qu'il approuverait le traité si Héraclius le faisait aussi. Il voulait qu'il soit informé immédiatement des réactions d'Héraclius, afin qu'il puisse envoyer rapidement les instructions nécessaires. Héraclius a réagi avec dédain lorsqu'il apprit la nouvelle que Cyrus avait signé un traité avec les Arabes. Ne l'approuvant pas, il le renvoya du gouvernorat d'Égypte, bien que Cyrus restât à la tête de l'Église copte : c'était un problème car l'empereur ne pouvait pas interférer. Héraclius envoya des ordres stricts au commandant en chef des troupes byzantines en Égypte pour chasser les Arabes d'Égypte. Lorsque Cyrus informa Amr qu'Héraclius avait répudié le traité de Babylone, il lui assura que les Coptes suivraient les termes du traité. Mais lorsque Amr informa Omar des développements, le calife décida d'attaquer les Byzantins et de conquérir Alexandrie avant qu'ils ne puissent la récupérer.[réf. souhaitée] On dit que Cyrus a demandé aux musulmans trois faveurs, à savoir :
1. Ne rompez pas le traité avec les Coptes ;
2. Au cas où les Byzantins, après avoir répudié le traité, auraient imploré la paix, non pour l'accepter, mais pour les traiter en prisonniers et en esclaves
3. Il a également demandé à être enterré dans l'église de St. Jean d'Alexandrie[5],[26].

Bien que certains Coptes continuent de soutenir les Byzantins, les sympathies des Coptes vont désormais aux musulmans : même s'ils ne combattent pas aux côtés des Arabes contre les Byzantins, ils les aident en les ravitaillant, en construisant des routes et des ponts pour eux, et leur apporter un soutien moral.

### Marche vers Alexandrie

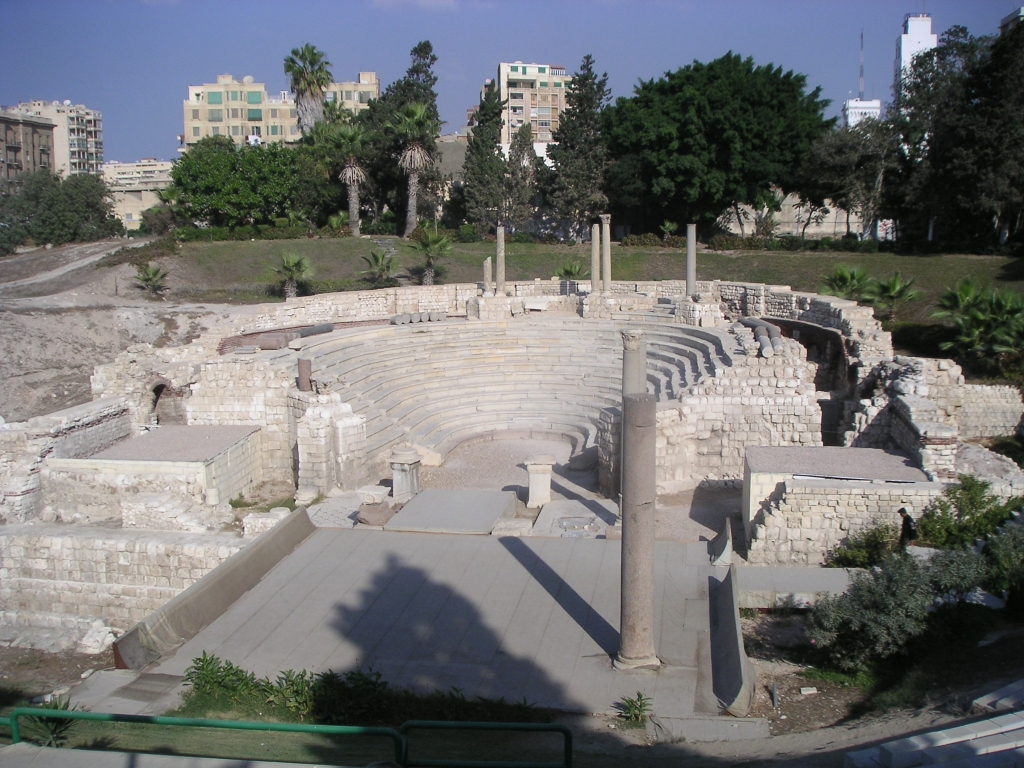
Théâtres romains antiques à Alexandrie.

Les commandants byzantins, sachant que la prochaine cible des musulmans serait Alexandrie, se préparèrent au siège arabe prévu de la ville. Leur stratégie était de défendre Alexandrie contre les musulmans en attaquant l'armée ennemie avec des sorties et des attaques continues depuis le fort, l'affaiblissant ainsi physiquement et moralement. En février 641, Amr quitta Babylone avec son armée pour Alexandrie. Le long de la route de Babylone à Alexandrie, les Byzantins avaient laissé des régiments pour retarder leur arrivée et, si possible, infliger des pertes aux musulmans qui avançaient.
Le troisième jour de la marche, l'avant-garde musulmane affronta un détachement byzantin près de Tarnut sur la rive ouest du Nil . Les Byzantins n'ont pas réussi à infliger de lourdes pertes aux Arabes, mais ont réussi à retarder leur avance de plus d'un jour. Les commandants musulmans décidèrent d'arrêter l'armée principale à Tarnut et d'envoyer l'avant-garde de cavalerie en avant pour dégager la voie de tout détachement byzantin. La tactique a été couronnée de succès, permettant à l'armée principale d'atteindre Alexandrie le plus rapidement possible sans être retardée par les attaques byzantines en cours de route. À vingt milles de Tarnut, le détachement byzantin qui s'était retiré de Tarnut la veille rejoint le régiment déjà présent à Sharik, attaquant et mettant en déroute l'avant-garde musulmane.
Le lendemain, avant que les Byzantins ne puissent reprendre l'offensive et anéantir complètement l'avant-garde musulmane, la principale armée musulmane est arrivée, poussant les Byzantins à battre en retraite. À ce stade, les commandants musulmans ont décidé de ne plus envoyer d'avant-garde en avant, donc toute l'armée a marché en avant, à partir du lendemain.
Les musulmans atteignirent Sulteis, où ils se heurtèrent à un détachement byzantin, le remportant après un dur combat et le forçant à se replier sur Alexandrie. Après s'être arrêtés une journée à Sulteis, à environ deux jours de marche d'Alexandrie, les musulmans, après une journée de marche, atteignirent Kirayun, à vingt milles d'Alexandrie, où leur avance fut arrêtée par un détachement byzantin d'environ 20 000 soldats. La stratégie des Byzantins était de vaincre les Arabes avant qu'ils n'atteignent Alexandrie, ou de les affaiblir autant que possible avant leur arrivée. L'affrontement entre les deux armées a duré indéfiniment pendant dix jours, jusqu'au dixième jour de la bataille les musulmans ont lancé un assaut vigoureux, qui leur a permis de vaincre les Byzantins, contraints de se replier sur Alexandrie, dont le siège arabe a commencé en mars 641.

### Conquête d'Alexandrie et chute de l'Égypte
Les musulmans ont commencé le siège d'Alexandrie en mars 641. La ville était fortement fortifiée : il y avait des murs à l'intérieur des murs et des forts à l'intérieur des forts. Les vivres ne manquaient pas dans la ville, qui avait également un accès direct à la mer, d'où pouvaient arriver à tout moment ravitaillement et soldats de Constantinople.
Amr s'est rendu compte que la conquête d'Alexandrie n'allait pas être une tâche facile. Les Byzantins, prêts à opposer une résistance décisive aux musulmans, ont monté des catapultes sur les murs de la ville, et ces engins de siège ont ciblé les musulmans avec des rochers, causant des pertes considérables à l'armée ennemie. Cela a incité Amr à ordonner à ses hommes de battre en retraite afin qu'ils soient hors de portée des catapultes. Une guerre peu concluante s'ensuit : lorsque les musulmans tentent de se rapprocher de la ville, ils sont contraints de se retirer des rochers lancés par les catapultes, tandis que, lorsque les Byzantins font des sorties hors des murs, ils sont systématiquement vaincus et contraints de battre en retraite.
On dit qu'Héraclius, l'empereur d'Orient, rassembla une grande armée à Constantinople, qu'il avait l'intention de conduire en personne à Alexandrie pour libérer la ville des Arabes, mais avant de pouvoir réaliser ses plans, il mourut. Les troupes rassemblées à Constantinople se dispersèrent, et par conséquent aucune aide n'atteignit Alexandrie, démoralisant les assiégés. Le siège dura six mois, tandis qu'à Médine, Omar s'impatientant, renvoya Amr, le remplaçant par ʿUbayda, et lui ordonnant de conquérir Alexandrie. L'assaut de ʿUbayda réussit cette fois et Alexandrie est conquise par les musulmans en septembre 641. Des milliers de soldats byzantins ont été tués ou faits prisonniers tandis que d'autres (y compris des soldats et des commerçants) ont réussi à fuir vers Constantinople sur des navires ancrés dans le port.
Cyrus d'Alexandrie a demandé la paix au nom des Égyptiens, et sa demande a été acceptée. Il est dit que Amr a écrit au calife Omar :

« Nous avons conquis Alexandrie. Dans cette ville, il y a 4 000 palais, 400 lieux de divertissement et des richesses qui ne peuvent être décrites. »

La perte permanente de l'Égypte a laissé l'Empire byzantin privé d'une source très importante de nourriture et d'argent. Cela a été suivi par la conquête définitive de la Syrie, et plus tard par l' invasion de l'exarchat d'Afrique . Cela signifiait que la mer Méditerranée, si longtemps un « lac romain », était désormais disputée entre deux puissances : le califat Rashidun et l' empire byzantin . L'Empire byzantin, malgré les lourdes pertes subies, parvint à préserver l' Anatolie, tandis que les puissantes murailles de Constantinople (et le feu grégeois ) l'auraient sauvée, malgré deux sièges par les Arabes de la ville (en 674-678 et en 717- 718 ), du sort de l'Empire sassanide.
En 645, Alexandrie est reconquise par les Byzantins, mais est reprise par Amr en 646. Depuis lors, aucune tentative sérieuse n'a été faite par les Byzantins pour reconquérir l'Égypte.

## Invasion de la Nubie
À l'été 642, 'Amr ibn al-'As envoya une expédition dans le royaume chrétien de Nubie qui bordait l'Égypte au sud, sous le commandement de son cousin' Uqbah ibn Nafi comme un raid préventif pour annoncer l'arrivée de nouveaux dirigeants en Égypte. 'Uqbah ibn Nafi, qui s'est fait un nom plus tard en tant que conquérant de l'Afrique et a conduit son cheval dans l'Atlantique, a eu une expérience malheureuse en Nubie. Aucune bataille rangée n'a eu lieu, mais il n'y a eu que des escarmouches et des affrontements aléatoires, le genre de guerre dans laquelle les Nubiens excellaient. Ils étaient des archers qualifiés et ont soumis les musulmans à une volée de flèches impitoyable, avec pour résultat que 250 musulmans ont perdu leurs yeux dans l'engagement.
La cavalerie nubienne fait preuve d'une vitesse remarquable, encore plus que la cavalerie musulmane. Les Nubiens frapperaient fort, puis disparaîtraient avant que les musulmans ne puissent récupérer et riposter. Les raids avec délits de fuite ont mis à rude épreuve l'expédition musulmane. 'Uqbah a signalé cela à' Amr, qui a ordonné à 'Uqbah de se retirer de la Nubie, mettant ainsi fin à l'expédition.